# Râu de Mori
Râu de Mori (Hongaars: Malomvíz, Duits: Mühldorf) is een dorp in de regio Transsylvanië, in het Roemeense district Hunedoara. Het is een dorp in de vallei van de Rîul Mare-rivier, 24 km ten zuidwesten van Hațeg. 
Rîu de Mori was de standplaats van de heren van Cândea uit de 14e eeuw. In het dorp zijn ruïnes aangetroffen van een 15e-eeuws gerechtshof.